# Etnokrati
En etnokrati är en typ av politisk struktur där statsapparaten kontrolleras av en dominerande etnisk grupp (eller grupper) för att främja den gruppens intressen, makt och resurser. 
Etnokratiska regimer uppvisar ofta en demokratisk fasad som döljer en djupare etnisk struktur, där etnicitet (till exempel hudfärg, religion, språk) och inte medborgarskap är avgörande för tillgång till makt och resurser.
Begreppet utvecklades först av den israeliske geografen Oren Yiftachel år 1997.

## Egenskaper
I en etnokrati är etnicitet – såsom språk eller ursprung – avgörande för tillgång till makt. Till exempel kan medborgarskap vara villkorat utifrån etnisk tillhörighet. En vit etnostat är ett exempel där makten är förbehållen personer med en viss hudfärg.
Etnokratier bygger på att säkra statens viktigaste maktinstrument åt en specifik etnisk grupp, vilket ofta förutsätter omfattande institutionellt förtryck och kränkningar av mänskliga rättigheter. Särskilt om den dominerande gruppen är i minoritet.
På kort sikt kan etnokratier dämpa etniska konflikter genom strikt kontroll över minoriteter och en tunn demokratisk fasad. På längre sikt tenderar de dock att bli instabila och drabbas av återkommande kriser, som ibland löses genom verklig demokratisering, uppdelning av staten eller maktdelning. Om konflikterna inte hanteras riskerar etnokratier att förfalla till långvariga inre stridigheter och institutionaliserad strukturell diskriminering, såsom apartheid.
Herrenvolk-demokrati är en undertyp av etnokrati. Där har endast en specifik etnisk grupp rösträtt och rätt att kandidera, medan övriga grupper är uteslutna från det demokratiska deltagandet. Etnisk demokrati har beskrivits som en mer inkluderande form av etnokrati, men har också kritiserats för att vara en orealistisk modell.

## Exempel
- Israel: Har av forskare beskrivits som antingen en etnokrati eller etnisk demokrati.[7][8][9] Den israeliska grundlagen Israel som det judiska folkets nationalstat från 2018 ger judar exklusiv rätt till självbestämmande.[10][11] Landet har också kritiserats för apartheidliknande behandling av palestinier.[12][13][14]
- Malaysia: Har beskrivits som en etnokrati på grund av artikel 153 i landets konstitution som ger minoriteter färre rättigheter.[15]
- Rwanda: Har idag ett tutsidominerat styre. Tidigare var landet en hutu-etnokrati, före folkmordet 1994.[16][17]
- Turkiet: Bilge Azgın har pekat på en turkisk regeringspolitik vars mål är "uteslutning, marginalisering eller assimilering" av minoritetsgrupper som är icke-turkiska som de definierande elementen i turkisk etnokrati.[18] Turkiet har kritiserats för att marginalisera kurder och andra minoriteter.[18]

## Historiska exempel
- Sydafrika (före 1994): Apartheidstat som gynnade vita.
- Nordirland (fram till 1998): Protestantiskt styre, diskriminering av katoliker.[19]
- Uganda (under Idi Amin): Gynnade vissa grupper, etnisk rensning av indier.[20]